# Число Кіта
У рекреаційній математиці число Кіта — це число з цілочислової послідовності: 
14, 19, 28, 47, 61, 75, 197, 742, 1104, 1537, 2208, 2580, 3684, 4788, 7385, 7647, 7909, 31331, 34285, 34348, 55604, 62 662, 86935, 93993, 120284, 129106, 147640, 156146, 174680, 183186, 298320, 355419, 694280, 925993, ... (послідовність A007629 з Онлайн енциклопедії послідовностей цілих чисел, OEIS)
Числа Кіта ввів Майкл Кіт в 1987 році. Ці числа складно знайти, у зв'язку з цим на 2017 рік відомо лише 100 таких чисел. 

## Знаходження
Щоб визначити, чи є n-значне число N числом Кіта, будуємо послідовність чисел, подібну послідовності Фібоначчі, що починається з n десяткових цифр числа N. Потім продовжуємо послідовність, додаючи в якості чергового члена суму попередніх n членів. За визначенням, N є числом Кіта, якщо N виявляється членом споруджуваної послідовності. 
Як приклад розглянемо 3-значне число N = 197. Це число дає послідовність: 
1, 9, 7, 17, 33, 57, 107, 197, 361, ...
Оскільки 197 входить в послідовність, 197 є числом Кіта. 

## Визначення
Числом Кита є позитивне ціле число N, яке з'являється як член послідовності, заданою лінійною рекурентною формулою з початковими членами, які визначаються цифрами самого числа. Якщо дано n -значне число 
{\displaystyle N=\sum _{i=0}^{n-1}10^{i}{d_{i}},}
послідовність {\displaystyle S_{N}} утворюється з початкових членів {\displaystyle d_{n-1},d_{n-2},\ldots ,d_{1},d_{0}} і продовжується членами, які отримуються як сума попередніх n-членів. Якщо число N з'являється в послідовності {\displaystyle S_{N}}, то N є числом Кіта. Однозначні числа Кіта володіють властивістю Кіта тривіально і з розгляду зазвичай виключаються. 

## Пошук чисел Кита
Нескінченне чи ні число Кіта, є в даний час предметом суперечок. Числа Кіта зустрічаються рідко і їх важко знайти. Їх можна шукати шляхом вичерпуючого пошуку, поки не відомо більш ефективнішого алгоритму. Згідно Кіту, в середньому очікується {\displaystyle \textstyle {\frac {9}{10}}\log _{2}{10}\approx 2.99} чисел Кіта між послідовними ступенями 10. Відомі результати цю оцінку підтримують. 

## Приклади
14, 19, 28, 47, 61, 75, 197, 742, 1104, тисячі п'ятсот тридцять сім, 2208, 2580, 3684, 4788, 7385, 7647, 7909, 31331, 34285, 34348, 55604, 62662, 86935, 93993, 120284, 129106, 147640, 156146, 174680, 183186, 298320, 355419, 694280, 925993, 1084051, 7913837, 11436171, 33445755, 44121607, 129572008,  251133297. 

## По іншим основам
Числа Кіта по основі 12: 
11, 15, 1Ɛ, 22, 2ᘔ, 31, 33, 44, 49, 55, 62, 66, 77, 88, 93, 99, ᘔᘔ, ƐƐ, 125, 215, 24ᘔ, 405, 42ᘔ, 654, 80ᘔ, 8ᘔ3, ᘔ59, 1022, 1662, 2044, 3066, 4088, 4ᘔ1ᘔ, 4ᘔƐ1, 50ᘔᘔ, 8538, Ɛ18Ɛ, 17256, 18671, 24ᘔ78, 4718Ɛ, 517Ɛᘔ, 157617, 1ᘔ265ᘔ, 5ᘔ4074, 5ᘔƐ140, 6Ɛ1449, 6Ɛ8515, ...

## Кластери Кіта
Кластер Кіта — це числа Кіта, серед яких одне число кратне іншому. Наприклад, (14, 28), (1104, 2208) і (31331, 62662, 93993). Можливо, існують тільки ці три приклади кластерів Кіта.

## Приклад програмування
Виявлення чи число належить до чисел Кіта через Python:
```
def
 
is_repfigit
(
x
:
 
int
,
 
b
:
 
int
)
 
->
 
bool
:

    
"""Determine if a number in a particular base is a Keith number."""

    
if
 
x
 
==
 
0
:

        
return
 
True

    
sequence
 
=
 
[]

    
y
 
=
 
x

    
while
 
y
 
>
 
0
:

        
sequence
.
append
(
y
 
%
 
b
)

        
y
 
=
 
y
 
//
 
b

    
digit_count
 
=
 
len
(
sequence
)

    
sequence
.
reverse
()

    
while
 
sequence
[
len
(
sequence
)
 
-
 
1
]
 
<
 
x
:

        
n
 
=
 
0

        
for
 
i
 
in
 
range
(
0
,
 
digit_count
):

            
n
 
=
 
n
 
+
 
sequence
[
len
(
sequence
)
 
-
 
digit_count
 
+
 
i
]

        
sequence
.
append
(
n
)

    
return
 
(
sequence
[
len
(
sequence
)
 
-
 
1
]
 
==
 
x
)

```